# Stora Sörsjön, Småland
Stora Sörsjön är en sjö i Emmaboda kommun och Lessebo kommun i Småland och ingår i Ronnebyåns huvudavrinningsområde. Sjön har en area på 0,0662 kvadratkilometer och ligger 168 meter över havet.

## Delavrinningsområde
Stora Sörsjön ingår i det delavrinningsområde (629156-146854) som SMHI kallar för Utloppet av Läen. Medelhöjden är 177 meter över havet och ytan är 45,89 kvadratkilometer. Räknas de 2 avrinningsområdena uppströms in blir den ackumulerade arean 137,93 kvadratkilometer. Lesseboån (Fagerhultsån) som avvattnar avrinningsområdet har biflödesordning 2, vilket innebär att vattnet flödar genom totalt 2 vattendrag innan det når havet efter 86 kilometer. Avrinningsområdet består mestadels av skog (67 %). Avrinningsområdet har 10,99 kvadratkilometer vattenytor vilket ger det en sjöprocent på 23,9 %.